# Valhalla sporthallar

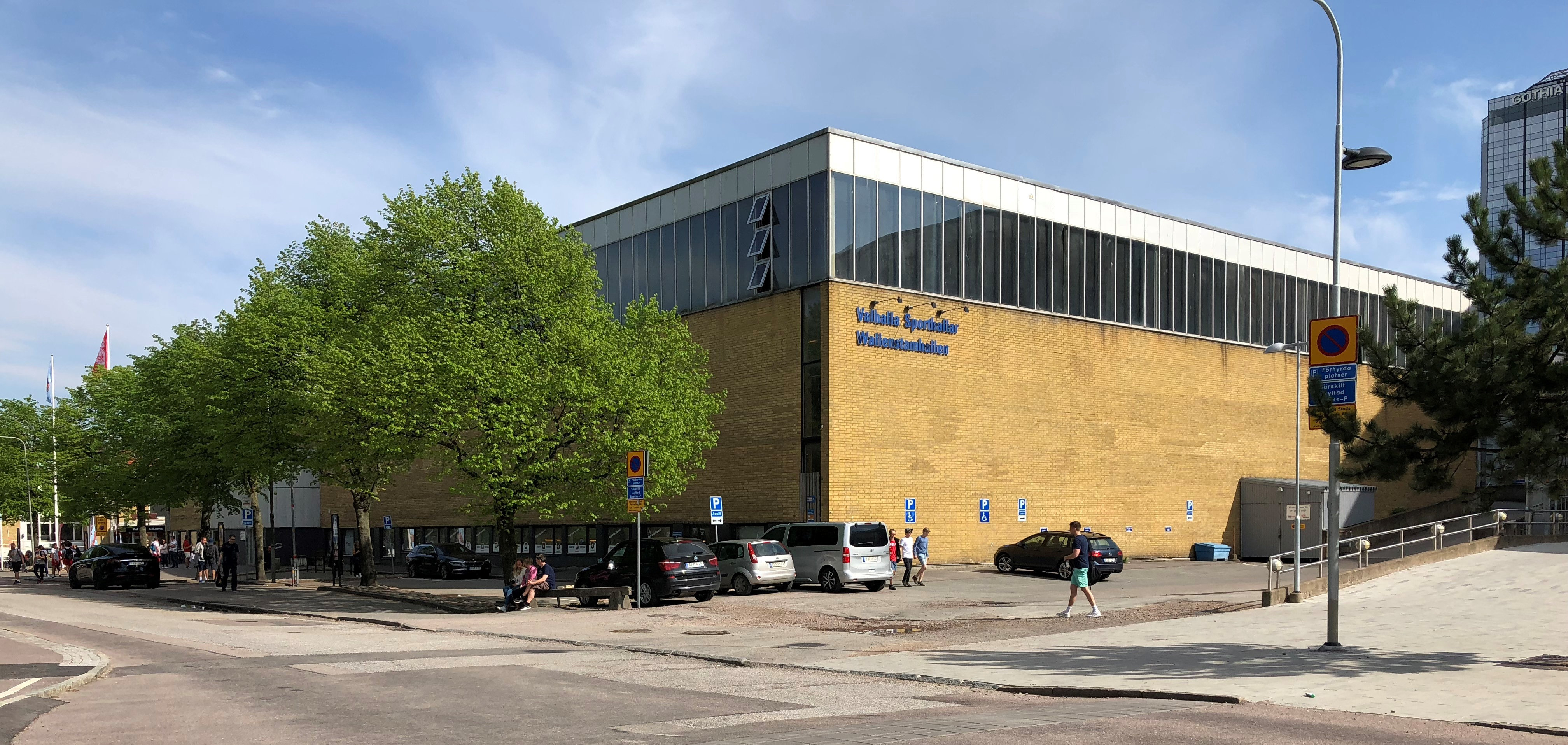
Valhalla sporthallar, 2018.

Valhalla sporthallar är en idrottsanläggning med sporthallar på Valhallagatan i centrala Göteborg. Anläggningen ligger i anslutning till både Valhallarinken och Valhallabadet, ligger mittemot Valhalla IP och bredvid Scandinavium. Hallarna ägs av det kommunala bolaget Got Event.
Valhalla sporthallar invigdes 1967 och tilldelades följande år Per och Alma Olssons fonds pris för årets bästa byggnad i Göteborg.
Anläggningen består av tre sporthallar; A-hallen, B-hallen och C-hallen. Samtliga har parkettunderlag. A-hallen har en läktare med plats för 452 sittande åskådare.